# Ric Lee
Ric Lee, född 20 oktober 1945 i Mansfield, Nottinghamshire, England, brittisk trumslagare i det buesrockbandet Ten Years After som var stort aktiva under 70-talet och är även det idag.
Lee spelade trummor och percussion i skolan där han var en gjuten medlem i hans första band The Falcons. Han var också trummis för Ricky Storm och The Mansfields som han slutade i augusti 1965. Snart började han spela trummor i The Jaybirds med gitarristen Alvin Lee och basisten Leo Lyons och 1966 åkte de till London där de träffade på keyboardisten Chick Churchill som också hakade på bandet.
År 1968 spelade bandet på Marquee Club i London under namnet The Blues Yard och som snabbt blev en succéfylld grupp. De bytte sedan namn till deras nuvarande namn; Ten Years After. Med den här gruppen fick Lee spela på flera rockfestivaler som Woodstock och på Isle of Wight Festival den 29 augusti, 1970. 
När bandet splittrades 1976 startade Lee ett förlag som arbetade med musikpublicering, management och skivinspelningar.
Idag är han gift och har två barn och lever i Derbyshire Dales.